# Orosz István (történész)
Orosz István (Mád, 1935. július 16. – 2024. február 11.) magyar történész, egyetemi tanár, politikus, a Magyar Tudományos Akadémia rendes tagja. 1994 és 1998 között a Magyar Szocialista Párt országgyűlési képviselője. Kutatási területe az újkor magyarországi és az egyetemes agrár- és várostörténete. 1980 és 1986 között a debreceni Kossuth Lajos Tudományegyetem Bölcsészettudományi Kar dékánja, 1986 és 1993 között az egyetem oktatási rektorhelyettese. 1988 és 1994 között az egyetem Történeti Intézete igazgatója. 2007-től 2015-ig a Magyar Történelmi Társulat elnöke.

## Életpályája
Édesapja évtizedekig pincemunkásként, 1945 és 1950 között önálló gazdálkodóként, majd 1956-ig a Tarcali Állami Gazdaság munkásaként dolgozott. Feleségével három gyermeket neveltek fel. Orosz István Mádon végezte el az elemi iskolát, az érettségit a miskolci Mikszáth Kálmán Gimnáziumban tette le 1953-ban. Ezután 1957-ig a Kossuth Lajos Tudományegyetem Bölcsészettudományi Karának magyar–történelem szakán tanult.
A diploma megszerzése után rövid ideig a karcagi Gábor Áron Gimnáziumban tanított latint, történelmet és magyart, majd a debreceni egyetem oktatója lett. 1957-től 1959-ig a középkori és koraújkori egyetemes történeti tanszék ösztöndíjas gyakornoka volt. 1959 és 1963 között tanársegédként, 1963-tól 1975-ig adjunktusként, 1975 és 1986 között docensként, 1986 júliusától 2005-ig egyetemi tanárként tevékenykedett. 1975 és 1988 között tanszékvezető, 1980-tól 1986-ig a Bölcsészettudományi Kar dékánja, 1986 és 1993 között oktatási rektorhelyettes volt. 1988-tól 1994-ig az egyetem Történeti Intézetét igazgatta. 1991-től három tanéven át az Eötvös Loránd Tudományegyetemen is oktatott. Ennek katedrájára 1998-ban tért vissza.
1976-ban védte meg kandidátusi disszertációját, 1998-ban az MTA doktora lett. Az MTA Történettudományi, valamint Agrártörténeti és Faluszociológiai Bizottságának lett tagja. 1997 és 2004 között a Magyar Tudományos Akadémia közgyűlésének doktori képviselője volt, majd megválasztották az akadémia levelező, 2013-ban rendes tagjává. 1985-ben a Magyar Történelmi Társulat alelnökévé, 2007-ben elnökévé választották. 1990 és 1996 között a határon túli magyar tanárok szakmai továbbképzése céljából létrehozott Ady Endre Akadémia, 1990–1992 folyamán a Magyar–Lengyel Történész Vegyesbizottság elnöke volt. Részt vesz az Agrártörténeti Társaság, a Magyar Történészek Világszövetsége, a Magyar Gazdaságtörténeti Bizottság munkájában. 1985 óta az Agrártörténeti Szemle szerkesztője, tagja továbbá az Alföldi Tanulmányok, a Rubicon és a Történelmi Szemle szerkesztőbizottságának.

### Politikai pályafutása
1972 és 1989 között a Magyar Szocialista Munkáspárt tagja volt. A rendszerváltás évében belépett a Magyar Szocialista Pártba. 1991-től 1993-ig a párt debreceni választmányának elnökeként működött. 1990 és 1994 között debreceni önkormányzati képviselő volt. Az 1994-es országgyűlési választáson a Hajdú-Bihar megyei 3. számú választókerületből jutott be az Országgyűlésbe. Néhány hónapig az emberi jogi, kisebbségi és vallásügyi bizottság tagjaként, 1994 augusztusától 1996 februárjáig az oktatási, tudományos, ifjúsági és sportbizottság elnökeként, majd a ciklus végéig ennek alelnökeként tevékenykedett. 1998-ban visszavonult a politizálástól.

## Munkássága
Fő kutatási területe – mestere, Szabó István hatására – az újkori magyar és egyetemes agrártörténet, de várostörténészként is jelentős munkásságot fejt ki. Tanulmányok sorában dolgozta fel a magyarországi agrártársadalom, a tokaj-hegyaljai szőlőtermelő mezővárosok és az alföldi nagyállattartó hajdúvárosok történetét.
A debreceni egyetemen – a nyugdíjba vonult Szabó Dezső utódaként – évtizedekig egyetemes közép- és kora újkori politika-, társadalom- és gazdaságtörténetet oktatott. Magyar történeti előadások és szemináriumok tartására az ELTE-n nyílt lehetősége. Több mint kétszáz tudományos közlemény szerzője volt.

## Díjai, elismerései
- Munka Érdemrend ezüst fokozata (1985)
- MSZOSZ-díj (1990)
- Pázmány Péter-díj (1994)
- Debrecen Város Csokonai-díja (1995)[3]
- Bocskai István-díj (1998)
- A Magyar Köztársasági Érdemrend tisztikeresztje (2005)
- Debrecen díszpolgára (2008)[3]
- A Magyar Érdemrend középkeresztje (2015)

## Főbb művei
Monográfiák, tanulmánygyűjtemények
- Szerkezeti változások a XIX. századi magyar mezőgazdaságban (Budapest, 1988)
- Hagyományok és megújulás. Válogatott tanulmányok a magyar mezővárosok történetéből (Debrecen, 1995)
- Széchenyi és kortársai. Válogatott tanulmányok a reformkorról (Debrecen, 2000)
- A jobbágyvilág megszűnése Magyarországon; DE Történelmi Intézet, Debrecen, 2010 (Speculum historiae Debreceniense)
- A főnix és a bárány városa. Tanulmányok Debrecen múltjából; DE Történelmi Intézet, Debrecen, 2015 (Speculum historiae Debreceniense)
- Tanulmányok az Alföld mezőgazdaságáról; DE Történelmi Intézete, Debrecen, 2020 (Speculum historiae Debreceniense)

Tanulmányok, könyvfejezetek
- Differenciálódás és kisajátítás (In A parasztság Magyarországon a kapitalizmus korában 1848–1914. Szerk.: Szabó István. Budapest, 1965. 9–146. o.)
- Magyarország mezőgazdasága a dualizmus első évtizedeiben 1867–1890 (In Magyarország története 6. 1848–1890. Főszerk.: Kovács Endre. Budapest, 1979. 1039–1117. o.)
- A mezővárosok észak-magyarországi típusai (In Mezővárosi kultúra Heves megyében. Szerk.: Petercsák Tivadar. Budapest – Eger, 1985. 5–14. o.)
- A jobbágyfelszabadítás és végrehajtása (In A magyar agrártársadalom a jobbágyság felszabadításától napjainkig. Szerk.: Gunst Péter. Budapest, 1998. 55–136. o.)

Szerkesztett kötetek
- Nemzeti és társadalmi átalakulás a XIX. században Magyarországon. Tanulmányok Szabad György 70. születésnapjára (Pölöskei Ferenccel; Budapest, 1994)
- Magyarország agrártörténete (Romány Pállal; Budapest, 1996)
- Európa a korai középkorban (3–11. század) (többekkel; Debrecen, 1997)
- Európa az érett és a kései középkorban (11–15. század) (többekkel; Debrecen, 2001)
- Európa az újkorban, 16-18. század; szerk. Orosz István, ifj. Barta János, Angi János; Multiplex Media–Debrecen University Press, Debrecen, 2006
- Magyarság és Európa. Tegnap és ma. Tanulmányok az Ady Endre Akadémia 15. évfordulójára; szerk. Orosz István et al.; Ady Endre Akadémia Alapítvány, Multiplex Media-DUP, Debrecen, 2006
- Szőlőtermelés és borkereskedelem; szerk. Orosz István, Papp Klára; DE Történelmi Intézet, 2009 (Speculum historiae Debreceniense)
- A Debreceni Egyetem története, 1912-2012; szerk. Orosz István; Debreceni Egyetemi, Debrecen, 2012
- Katolikus újjászületés Debrecenben; szerk. Orosz István, Papp Klára; DE Történelmi Intézet, Debrecen, 2015 (Speculum historiae Debreceniense)